# Vanapagan
Der Vanapagan (estnisch Alter Heide) oder Vanatühi (Der alte Leere) ist eine Figur aus der estnischen Mythologie.
Auftreten und Deutung des Vanapagan sind sehr unterschiedlich, ohne dass bisher eine einheitliche Systematik aufgezeigt wurde. In zahlreichen, ab dem 19. Jahrhundert aufgezeichneten Volkserzählungen steht der Vanapagan als negativ besetzte Figur für den Teufel der christlichen Dogmatik oder einfach den Unterweltgott. In anderen ist er ein riesenhafter Bauer simplen Gemüts, der von seinem Untergebenen, dem schalkhaften Kaval-Ants („Schlauer Hans“), regelmäßig ausgetrickst wird. Der Vanapagan ist der größte Feind des Riesen Suur Tõll, dem Helden der Insel Saaremaa. Auch stahl er dem estnischen Donnergott Pikne eine magische Pfeife, mit der dieser den Regen brachte. Attribut des Vanapagan ist manchmal ein „Hut aus Nägeln“, der ihn unsichtbar macht.
In anderen Erzählungen kommen Vanapaganad (im Plural) vor, die in Mooren, im Wald oder in Höhlen leben und gelegentlich (vor allem bei wichtigen Festen wie Hochzeiten oder Taufen) die Dörfer besuchen. Hin und wieder soll eine Frau durch diese schwanger geworden sein. Weiterhin tritt der Vanapagan als Gestalter der Erde auf, der Berge und Seen geschaffen hat oder große Steine verschiebt. Oft versucht er, Städte oder Brücken zu bauen; allerdings bleiben seine Arbeiten stets unvollendet. Er fürchtet Wölfe und Gewitter.
Die Textausgaben des Folkloristen Matthias Johann Eisen (1857–1934) haben den Vanapagan in Estland wieder popularisiert. Über die vorschriftliche Bedeutung und seine Stellung in der ursprünglichen estnischen Mythologie gibt es nur Spekulationen. Wahrscheinlich scheint, dass in jüngerer Zeit unter dem Namen Vanapagan verschiedene, sehr unterschiedliche Figuren und Vorstellungen personifiziert wurden.